# 約瑟夫·雅各布
約瑟夫·雅各布（法語：Joseph Jacobs，1854年8月29日—1916年1月30日）出生於大英帝國新南威爾斯殖民地的悉尼，是一名猶太教歷史學家，猶太百科全書共同編輯者之一，也是一位民俗學家，特別對於兒童文學的領域，有非常深的耕耘。

## 生平
他受教於多所知名的大學，從悉尼大學、劍橋大學聖約翰學院、柏林洪堡大學，畢業後開始發表猶太人受迫害的文章，因而聲名鵲起受到社會上的關注，另一方面他也開始投入兒童文學的整理和創作，這些作品後來都成為家喻戶曉的故事；諸如：金髮姑娘與三隻熊、三隻小豬、巨人殺手傑克、拇指湯姆、傑克與豌豆和一千零一夜等等。
1894年起也發表多部猶太教論述的書籍，1900年受邀開始參與猶太百科全書的編輯工作，後來他雖然移居美國紐約，還是持續投入猶太百科的編寫工作，並且在美國猶太教神學院擔任教職直到辭世。
約瑟夫·雅各布於揚克斯的家中辭世，享年62歲。

## 猶太教著作
- 1885年 《The Jewish Question, 1875–1884: Bibliographical Hand-list》
- 1891年 《Studies in Jewish Statistics》
- 1893年 《The Jews of Angevin England: Documents and Records, from the Latin and Hebrew Sources》
- 1894年 《Studies in Biblical Archaeology》
- 1894年 《An Inquiry into the Sources of the History of the Jews in Spain》
- 1895年 《As Others Saw Him – A Retrospect A.D. 54》
- 1919年 《Jewish Contributions to Civilisation – An Estimate》

## 兒童文學創作
- 1890年 《English Fairy Tales》
- 1891年 《Celtic Fairy Tales》
- 1892年 《Indian Fairy Tales》
- 1893年 《More English Fairy Tales》
- 1894年 《More Celtic Fairy Tales》
- 1894年 《Fables of Aesop》